# Продомм, Жак Габриэль
Жак Габриэль Продомм (фр. Jacques-Gabriel Prod’homme; 28 ноября 1871, Париж — 18 июня 1956, Нёйи-сюр-Сен) — французский музыковед.

## Биография
Изучал в Париже филологию и историю музыки, публиковался как музыкальный критик.
Совместно с Ж. Экоршвилем и Л. Дорьяком в 1904 году основал французскую секцию Международного музыкального общества.
Заведовал архивом в музее парижской Гранд-Опера (с 1931 г.) и библиотекой Парижской консерватории (1934—1940).
Наиболее известен своими трудами о Людвиге ван Бетховене — прежде всего, обзорными монографиями «Симфонии Бетховена» (фр. Les symphonies de Beethoven; 1906, с предисловием Эдуара Колонна, переиздания 1938, 1977) и «Фортепианные сонаты Бетховена» (фр. Les Sonates pour piano de Beethoven; 1937, переиздание 1950, немецкий перевод 1948), а также книгой «Юность Бетховена» (фр. La Jeunesse de Beethoven; 1921). Перевёл на французский язык «Разговорные тетради Бетховена» (1946). Помимо этого, опубликовал очерк истории Парижской оперы (фр. L'Opera (1669-1925); 1925), биографии Гектора Берлиоза (1905, немецкий перевод 1906), Николо Паганини (1907), Ференца Листа (1910), Шарля Гуно (1911, в соавторстве с Артюром Дандло), Кристофа Виллибальда Глюка (1948), Франсуа Госсека (1949), книгу «Вагнер и Франция» (фр. R. Wagner et la France; 1921).

## Награды и звания
Жак Габриэль Продомм был обладателем многих наград и почетных званий, в том числе был офицером Ордена Почетного легиона, иностранным членом Королевской бельгийской академии наук, литературы и изобразительных искусств, членом Французской академии изящных искусств.